# Hello! Project
Hello! Project (jap. ハロー!プロジェクト Harō! Purojekuto) – j-popowy projekt muzyczny, którego właścicielem jest agencja Up-Front Group, a założycielem jest producent muzyczny Tsunku(Mitsuo Terada). Projekt powstał w 1998 roku i promuje dziewczęce grupy muzyczne. Pierwszą solistką wypromowaną przez ten projekt była Heike Michiyo, a pierwszym zespołem było Morning Musume.

## Lista grup i artystów projektu z 2017 roku
- Morning Musume。'17
- ℃-ute
- Angerme
- Juice=Juice
- Country Girls
- Kobushi Factory
- Tsubaki Factory
- Aika Mitsui
- Riho Sayashi
- Park Cho-a (Hello! Pro Korea)
- Hello Pro Kenshūsei Tokyo
- Hello Pro Kenshūsei Hokkaido

### Rozwiązane grupy
- T&C Bomber
- W (Double You)
- Melon Kinenbi
- Coconuts Musume
- Country Musume
- Ice Creamusume (Hello! Pro Taiwan)
- Francis & Aiko(Hello! Pro Taiwan)
- SI☆NA (Hello! Pro Kansai)
- V-u-den
- Ecomoni
- Tomoiki Ki wo Uetai
- Ongaku Gatas
- Lilpri
- Hello! Project Kids
  - Berryz Kobo
  - Buono!

### Byli artyści
- Chinatsu Miyoshi
- Michiyo Heike
- Rika Ishii
- Simmin
- Maki Goto
- Yuko Nakazawa
- Kaori Iida
- Natsumi Abe
- Kei Yasuda
- Mari Yaguchi
- Nozomi Tsuji
- Rika Ishikawa
- Hitomi Yoshizawa
- Asami Konno
- Makoto Ogawa
- Miki Fujimoto
- Atsuko Inaba
- Aya Matsu’ura
- Yuki Maeda
- Erika Miyoshi
- Yui Okada
- Miki Korenaga
- Erina Mano

### Specjalne grupy
- Gomattou
- Romans
- Morning Musume Sakuragumi
- Morning Musume Otomegumi
- Nochiura Natsumi
- Def.Diva
- Morning Musume Tanjō 10nen Kinentai
- Athena & Robikerottsu
- Kira☆Pika
- MilkyWay
- Shugo Chara Egg!
- Guardians 4